# Unterseeboot 217
Le Unterseeboot 217 (ou U-217) est un sous-marin allemand (U-Boot) de type VII.D utilisé par la Kriegsmarine (marine de guerre allemande) pendant la Seconde Guerre mondiale

## Historique
Mis en service le 31 janvier 1942, l'Unterseeboot 217 reçoit sa formation de base dans la 5. Unterseebootsflottille à Kiel en Allemagne jusqu'au 31 août 1942, puis il rejoint la formation de combat de la 9. Unterseebootsflottille à la base sous-marine de Brest.
Il réalise sa première patrouille, quittant le port de Kiel le 14 juillet 1942 sous les ordres de l'Oberleutnant zur See Kurt Reichenbach-Klinke. Après 95 jours de mer, il rejoint la base sous-marine de Brest le 16 octobre 1942.
L'Unterseeboot 217 effectue trois patrouilles dans lesquelles il a coulé trois navires marchands de 10 651 tonneaux au cours des 235 jours en mer.
Sa troisième patrouille part de Brest le 19 avril 1943, toujours sous les ordres de Kurt Reichenbach-Klinke, promu Kapitänleutnant le 1er décembre 1942. Après 45 jours en mer, l'U-217 est coulé le 5 juin 1943 dans l'Atlantique à la position géographique de 30° 18′ N, 42° 50′ O par des charges de profondeur lancées par un bombardier-torpilleur Grumman TBF Avenger du porte-avions d'escorte américain USS Bogue.
La totalité des cinquante membres d'équipage meurt dans cette attaque.

## Affectations
- 5. Unterseebootsflottille du 15 décembre 1941 au 31 août 1942 (entraînement)
- 9. Unterseebootsflottille du 1er septembre au 5 juin 1943 (service actif)

## Commandement
- Kapitänleutnant Kurt Reichenbach-Klinke du 31 janvier 1942 au 5 juin 1943

## Patrouilles
|       | Commandant                     | Départ           | Départ | Arrivée         | Arrivée | Jours     | Succès   |
| ----- | ------------------------------ | ---------------- | ------ | --------------- | ------- | --------- | -------- |
| 1     | Oblt. Kurt Reichenbach-Klinke  | 14 juillet 1942  | Kiel   | 16 octobre 1942 | Brest   | 95 jours  |          |
| 2     | Oblt. Kurt Reichenbach-Klinke  | 24 novembre 1942 | Brest  | 23 février 1943 | Brest   | 92 jours  | 10 651   |
| 3     | Kptlt. Kurt Reichenbach-Klinke | 19 avril 1942    | Brest  | 5 juin 1943     | Coulé   | 48 jours  |          |
| Total | Total                          | Total            | Total  | Total           | Total   | 235 jours | 10 651 t |

Note : Kptlt. = Kapitänleutnant

### Opérations Wolfpack
L'U-217 a opéré avec les Wolfpacks (meute de loups) durant sa carrière opérationnelle:
1. Pirat (30 juillet 1942 - 3 août 1942)
2. Trutz (1er juin 1943 - 5 juin 1943)

## Navires coulés
L'Unterseeboot 217 a coulé 3 navires marchands de 10 651 tonneaux au cours des 3 patrouilles (235 jours en mer) qu'il effectua.
| Date             | Navire      | Pavillon        | Tonnage | Fait  |
| ---------------- | ----------- | --------------- | ------- | ----- |
| 19 août 1942     | Sea Gull D. | Grande-Bretagne | 75      | Coulé |
| 14 décembre 1942 | Etna        | Suède           | 2 619   | Coulé |
| 3 février 1943   | Rhexenor    | Grande-Bretagne | 7 957   | Coulé |

### Référence
1. ↑  http://uboat.net/boats/successes/u217/html

### Source
- (en) Cet article est partiellement ou en totalité issu de l’article de Wikipédia en anglais intitulé « German submarine U-217 » (voir la liste des auteurs).